# Sandhamn-Görvik
Sandhamn-Görvik is een plaats in Zweden, in de gemeente Halmstad in het landschap Halland en de provincie Hallands län. De plaats heeft 145 inwoners (2000) en een oppervlakte van 26 hectare.